# Resolutie 1974 Veiligheidsraad Verenigde Naties
Resolutie 1974 van de Veiligheidsraad van de Verenigde Naties is een resolutie die op 22 maart 2011 met unanimiteit van stemmen werd aangenomen door de VN-Veiligheidsraad. De resolutie verlengde de autorisatie van de VN-bijstandsmissie in Afghanistan met een jaar.

## Achtergrond
In 1979 werd Afghanistan bezet door de Sovjet-Unie, die vervolgens werd bestreden door Afghaanse krijgsheren. Toen de Sovjets zich in 1988 terugtrokken raakten ze echter slaags met elkaar. In het begin van de jaren 1990 kwamen ook de Taliban op. In september 1996 namen die de hoofdstad Kabul in. Tegen het einde van het decennium hadden ze het grootste deel van het land onder controle en riepen ze een streng islamitische staat uit. 
In 2001 verklaarden de Verenigde Staten met bondgenoten hun de oorlog en moesten ze zich terugtrekken, waarna een interim-regering werd opgericht. Die stond onder leiding van Hamid Karzai die in 2004 tot president werd verkozen.

## Inhoud

### Waarnemingen
Op 20 juli 2010 was in Kaboel een belangrijke internationale conferentie gehouden in het kader van het Kaboel-proces inzake het bestuur en de veiligheid van Afghanistan. De Verenigde Naties speelden een centrale en onpartijdige rol in het bevorderen van de vrede en stabiliteit van dat land en, samen met de Afghaanse overheid, het coördineren en opvolgen van de uitvoering van het Kaboel-proces. Het was van belang dat er meer samenwerking kwam met de landen in de regio van Afghanistan.
Op de NAVO-top van 2010 in Lissabon was met de Afghaanse overheid afgesproken om de verantwoordelijkheid over de veiligheid in Afghanistan tegen eind 2014 geleidelijk aan het Afghaanse leger over te dragen. De bestuurlijke- en ontwikkelingscapaciteiten van de Afghaanse autoriteiten moesten dan wel mee versterkt worden. Ook moesten de UNAMA-missie van de VN en de ISAF-missie van de NAVO meer gaan samenwerken, gezien de synergieën in hun taken.
Intussen moest de humanitaire hulpverlening verder verbeterd worden. Ook bleef de veiligheidssituatie in Afghanistan een zorgenkind. Terreur door de Taliban, Al Qaida, andere extremistische groeperingen, gewapende bendes en drugshandel bleven een groot probleem.

### Handelingen
Het mandaat van UNAMA werd verlengd tot 23 maart 2012. UNAMA en de speciale vertegenwoordiger van secretaris-generaal Ban Ki-moon bleven de civiele inspanningen in Afghanistan leiden, met volgende prioriteiten:
a. Meer internationale steun aan de ontwikkelings- en bestuursprioriteiten van de Afghaanse overheid verwerven,
b. De samenwerking met de ISAF versterken,
c. Het Afghaanse vredes- en verzoeningsproces op vraag van de Afghaanse overheid ondersteunen,
d. Op vraag van de Afghaanse overheid de organisatie van toekomstige verkiezingen ondersteunen.
Alsook:
a. Regionale samenwerking teneinde een stabiel en welvarend Afghanistan ondersteunen,
b. De uitvoering van het Kaboel-proces in heel het land bevorderen,
c. Inspanningen van de Afghaanse overheid om het bestuur en de ordehandhaving te verbeteren en te strijden tegen corruptie ondersteunen,
d. Mee toezien op de mensenrechten in het land,
e. De humanitaire hulpverlening coördineren en ondersteunen.

## Verwante resoluties
- Resolutie 1917 Veiligheidsraad Verenigde Naties (2010)
- Resolutie 1943 Veiligheidsraad Verenigde Naties (2010)
- Resolutie 1988 Veiligheidsraad Verenigde Naties (2011)
- Resolutie 1989 Veiligheidsraad Verenigde Naties (2011)

Lijst ·  1967 ·  1968 ·  1969 ·  1970 ·  1971 ·  1972 ·  1973 ·  1974 ·  1975 ·  1976 ·  1977 ·  1978 ·  1979 ·  1980 ·  1981 ·  1982 ·  1983 ·  1984 ·  1985 ·  1986 ·  1987 ·  1988 ·  1989 ·  1990 ·  1991 ·  1992 ·  1993 ·  1994 ·  1995 ·  1996 ·  1997 ·  1998 ·  1999 ·  2000 ·  2001 ·  2002 ·  2003 ·  2004 ·  2005 ·  2006 ·  2007 ·  2008 ·  2009 ·  2010 ·  2011 ·  2012 ·  2013 ·  2014 ·  2015 ·  2016 ·  2017 ·  2018 ·  2019 ·  2020 ·  2021 ·  2022 ·  2023 ·  2024 ·  2025 ·  2026 ·  2027 ·  2028 ·  2029 ·  2030 ·  2031 ·  2032